# Route nationale 9 (Norvège)
Pour les articles homonymes, voir Route nationale 9.
La route nationale 9 (en  norvégien : Riksvei 9, abrégé Rv9) est une route nationale en Norvège.

## Description
La route nationale 9 s'étend de la ville de Kristiansand sur la côte sud de la Norvège, à travers les vallées de Torridal (en) et Setesdal dans le comté d'Agder jusqu'à Haukeli (en) dans le comté de Telemark au nord, où elle croise la route européenne 134.
La route traverse les villages de Mosby, Homstean, Skarpengland, Hægeland, Hornesund, Hornnes, Evje, Byglandsfjord, Bygland, Ose, Rysstad, Valle, Flatland, Rygnestad, Bykle, Hovden, Bjåen et Haukeli.
La route à une longueur de 235,7 kilomètres, dont 220,1 kilomètres dans le comté d'Agder et 15,6 kilomètres dans le comté de Telemark. 
Elle est reliée aux routes européennes E18 et E39 dans la ville de Kristiansand. 
À l'autre extrémité elle croise la route européenne 134 à Haukeli.

## Galerie

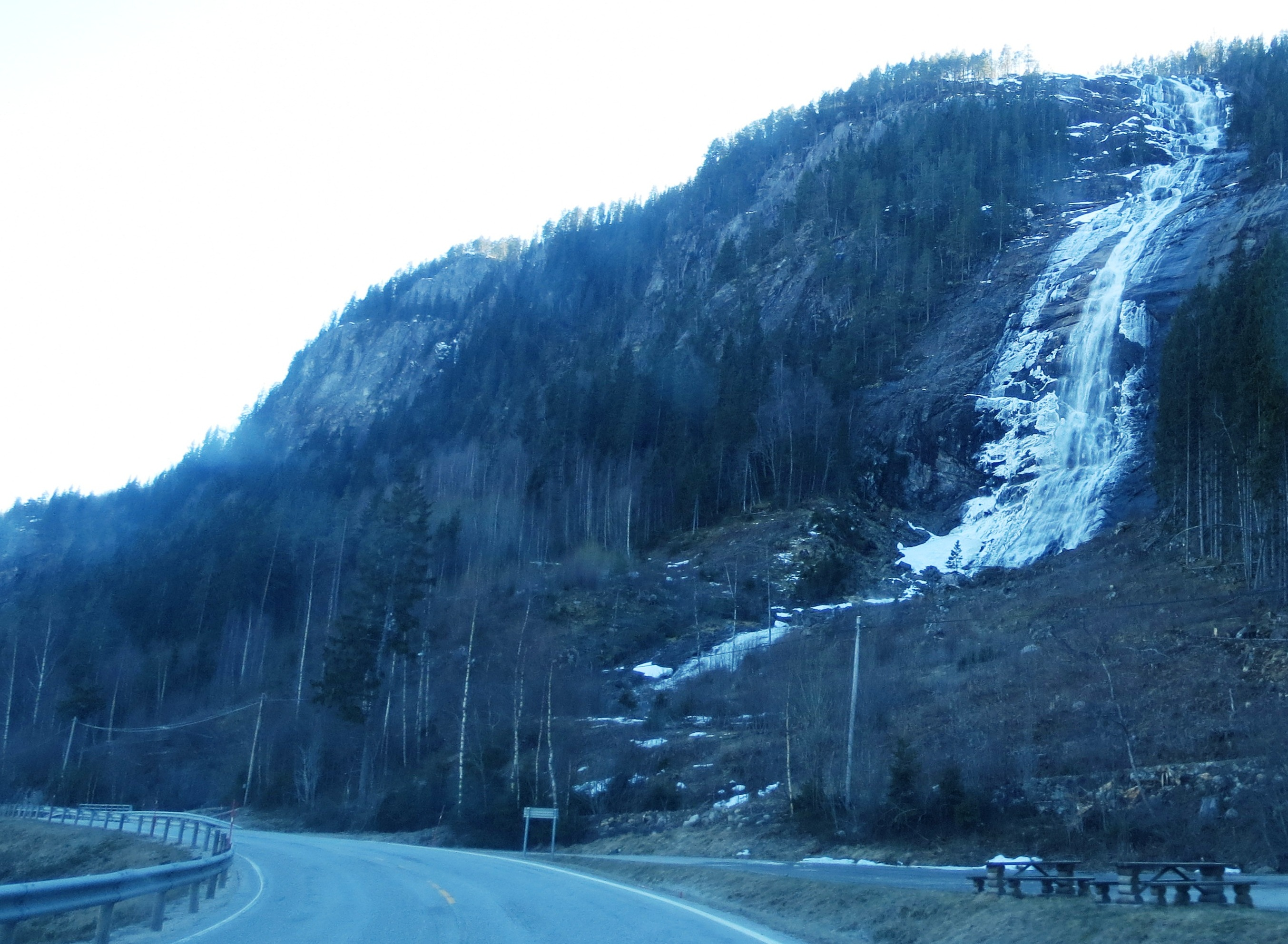
La Rv 9 dans la commune de Bygland.
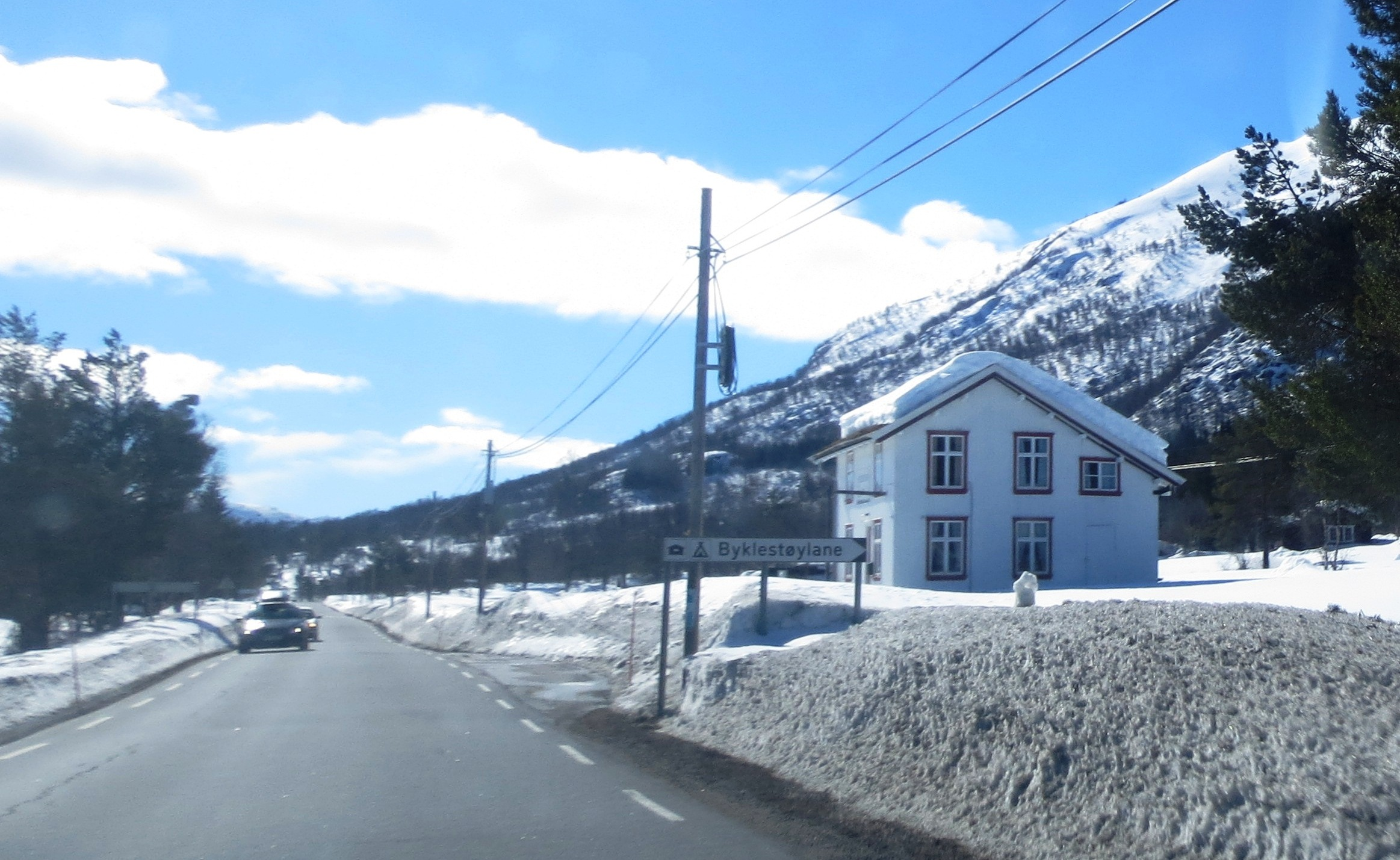
La route à Bykle.
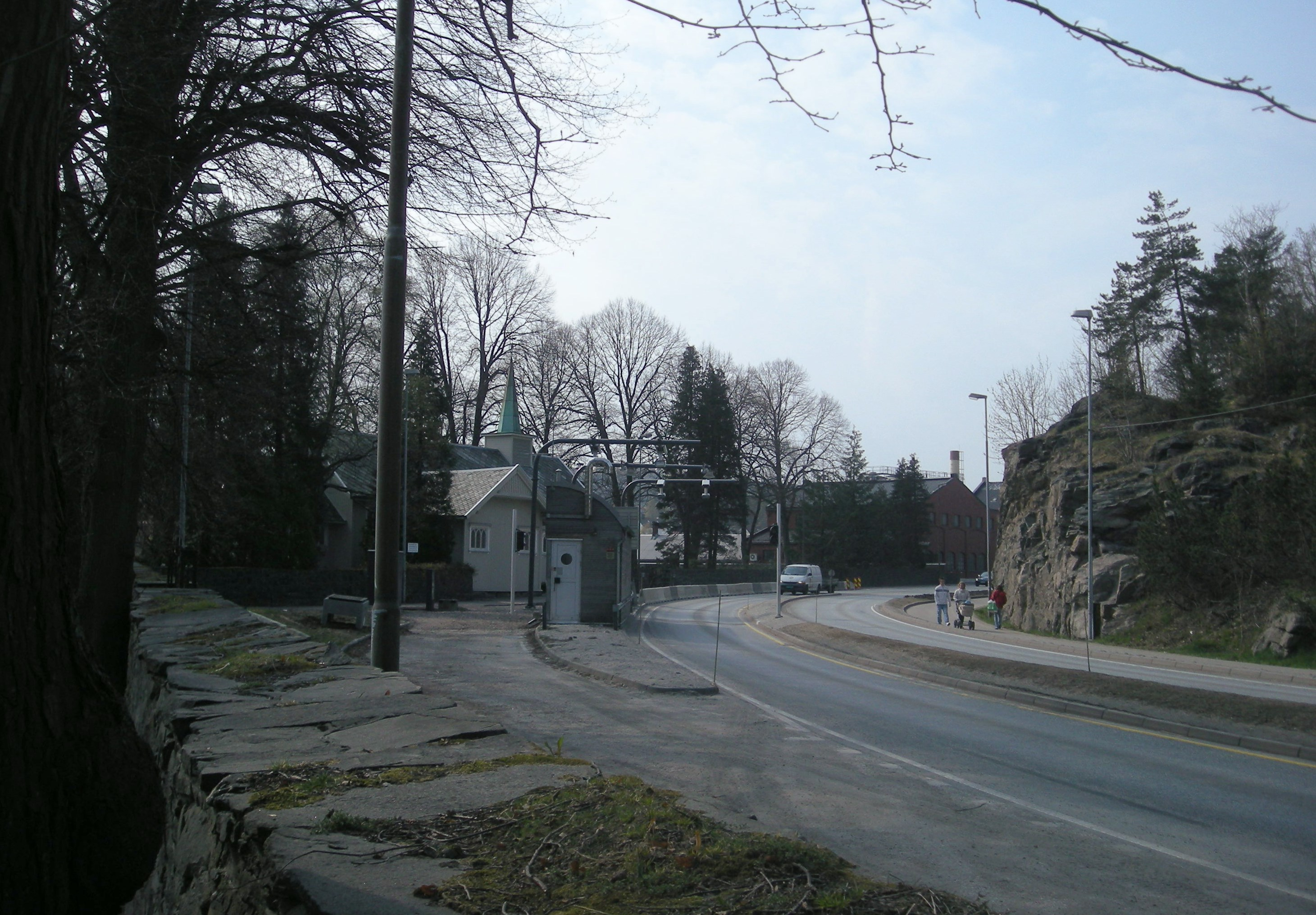
La route à Kristiansand.